# Bàsquet als Jocs Olímpics d'Estiu de 2024 - Torneig masculí (5x5)
El torneig masculí de basquetbol (5x5) als Jocs Olímpics de París 2024 fou la 21a edició de l'esdeveniment masculí en unes Olimpíades. El torneig es va disputar entre el 27 de juliol i el 10 d'agost de 2024. Els partits de la fase preliminar es van jugar a l'Estadi Pierre Mauroy, mentre que els de la fase final es van disputar al Bercy Arena.
L'equip dels Estats Units, va tornar a aconseguir la medalla d'or per 5a vegada consecutiva, després de guanyar a la final a la selecció de França per 98 a 87. La medalla de bronze la va aconseguir la selecció de Sèrbia, en imposar-se a Alemanya per 93 a 83.

## Format
Els 12 equips classificats es van dividir en dos grups de 6 equips cadascun. Cada selecció va jugar contra la resta de seleccions del seu grup. Els 4 primers equips de cada grup van passar als quarts de final. Els guanyadors avançaven cap a les semifinals i finalment hi va haver la final i el partit per la medalla de bronze.

## Classificació
El país amfitrió, en aquest cas França, va obtenir la primera plaça per participar en els Jocs Olímpics.
La primera competició per assignar places al torneig olímpic fou el Campionat del Món de 2023, que es va celebrar entre el 25 d'agost i el 10 de setembre. En aquesta competició es van classificar 7 seleccions, distribuïdes segons la millor classificació dels respectius continents. 2 places foren pels equips americans (Estats Units i Canadà), 2 més pels europeus (Sèrbia i Alemanya), 1 per Àfrica (Sudan del Sud), 1 per Àsia (Japó) i 1 per Oceania (Austràlia).
Les 4 places restants van sortir dels Tornejos de classificació olímpica per París 2024. Hi va haver 2 rondes de classificació. En la primera, 40 equips van disputar els tornejos de preclassificació. D'aquests, es van classificar 5 seleccions que es van unir a un total de 24 equips per disputar els Tornejos de classificació finals. Hi va haver 4 tornejos de 6 equips cadascú i l'equip guanyador de cada torneig es va classificar per a disputar les Olimpíades.
| Mètode de classificació                 | Data                        | Seu                    | Places  | Places | Equip classificat |
| --------------------------------------- | --------------------------- | ---------------------- | ------- | ------ | ----------------- |
| País amfitrió                           | -                           | -                      | 1       | 1      | França            |
| Campionat del Món 2023                  | 25 agost - 10 setembre 2023 | Jakarta Okinawa Manila | Àfrica  | 1      | Sudan del Sud     |
| Campionat del Món 2023                  | 25 agost - 10 setembre 2023 | Jakarta Okinawa Manila | Amèrica | 2      | Estats Units      |
| Campionat del Món 2023                  | 25 agost - 10 setembre 2023 | Jakarta Okinawa Manila | Amèrica | 2      | Canadà            |
| Campionat del Món 2023                  | 25 agost - 10 setembre 2023 | Jakarta Okinawa Manila | Àsia    | 1      | Japó              |
| Campionat del Món 2023                  | 25 agost - 10 setembre 2023 | Jakarta Okinawa Manila | Europa  | 2      | Sèrbia            |
| Campionat del Món 2023                  | 25 agost - 10 setembre 2023 | Jakarta Okinawa Manila | Europa  | 2      | Alemanya          |
| Campionat del Món 2023                  | 25 agost - 10 setembre 2023 | Jakarta Okinawa Manila | Oceania | 1      | Austràlia         |
| Tornejos de classificació olímpica 2024 | 2 - 7 juliol 2024           | València               | 1       | 1      | Espanya           |
| Tornejos de classificació olímpica 2024 | 2 - 7 juliol 2024           | Riga                   | 1       | 1      | Brasil            |
| Tornejos de classificació olímpica 2024 | 2 - 7 juliol 2024           | El Pireu               | 1       | 1      | Grècia            |
| Tornejos de classificació olímpica 2024 | 2 - 7 juliol 2024           | San Juan               | 1       | 1      | Puerto Rico       |
| Total                                   | Total                       | Total                  | 12      | 12     | 12                |

## Fase de grups
Es van classificar els dos millors de cada grup i els dos millors tercers.

### Grup A
| Posició | País      | J | G | P | PF  | PC  | DP  | Punts |
| ------- | --------- | - | - | - | --- | --- | --- | ----- |
| 1       | Canadà    | 3 | 3 | 0 | 267 | 247 | +20 | 6     |
| 2       | Austràlia | 3 | 1 | 2 | 246 | 250 | -4  | 4     |
| 3       | Grècia    | 3 | 1 | 2 | 233 | 241 | -8  | 4     |
| 4       | Espanya   | 3 | 1 | 2 | 249 | 257 | -8  | 4     |

| 27 juliol 2024 11:00h | Austràlia 92, Espanya 80 | Austràlia 92, Espanya 80 | Austràlia 92, Espanya 80 | Estadi Pierre Mauroy, Lilla |

| 27 juliol 2024 21:00h | Grècia 79, Canadà 86 | Grècia 79, Canadà 86 | Grècia 79, Canadà 86 | Estadi Pierre Mauroy, Lilla |

| 30 juliol 2024 11:00h | Espanya 84, Grècia 77 | Espanya 84, Grècia 77 | Espanya 84, Grècia 77 | Estadi Pierre Mauroy, Lilla |

| 30 juliol 2024 13:30h | Canadà 93, Austràlia 83 | Canadà 93, Austràlia 83 | Canadà 93, Austràlia 83 | Estadi Pierre Mauroy, Lilla |

| 2 agost 2024 13:30h | Austràlia 71, Grècia 77 | Austràlia 71, Grècia 77 | Austràlia 71, Grècia 77 | Estadi Pierre Mauroy, Lilla |

| 2 agost 2024 17:15h | Canadà 88, Espanya 85 | Canadà 88, Espanya 85 | Canadà 88, Espanya 85 | Estadi Pierre Mauroy, Lilla |

### Grup B
| Posició | País     | J | G | P | PF  | PC  | DP  | Punts |
| ------- | -------- | - | - | - | --- | --- | --- | ----- |
| 1       | Alemanya | 3 | 3 | 0 | 268 | 221 | +47 | 6     |
| 2       | França   | 3 | 2 | 1 | 243 | 241 | +2  | 5     |
| 3       | Brasil   | 3 | 1 | 2 | 241 | 248 | -7  | 4     |
| 4       | Japó     | 3 | 0 | 2 | 251 | 293 | -42 | 2     |

| 27 juliol 2024 13:30h | Alemanya 97, Japó 77 | Alemanya 97, Japó 77 | Alemanya 97, Japó 77 | Estadi Pierre Mauroy, Lilla |

| 27 juliol 2024 17:15h | França 78, Brasil 66 | França 78, Brasil 66 | França 78, Brasil 66 | Estadi Pierre Mauroy, Lilla |

| 30 juliol 2024 17:15h | Japó 90, França 94 | Japó 90, França 94 | Japó 90, França 94 | Estadi Pierre Mauroy, Lilla |

| 30 juliol 2024 21:00h | Brasil 73, Alemanya 86 | Brasil 73, Alemanya 86 | Brasil 73, Alemanya 86 | Estadi Pierre Mauroy, Lilla |

| 2 agost 2024 11:00h | Japó 84, Brasil 102 | Japó 84, Brasil 102 | Japó 84, Brasil 102 | Estadi Pierre Mauroy, Lilla |

| 2 agost 2024 21:00h | França 71, Alemanya 85 | França 71, Alemanya 85 | França 71, Alemanya 85 | Estadi Pierre Mauroy, Lilla |

### Grup C
| Posició | País          | J | G | P | PF  | PC  | DP  | Punts |
| ------- | ------------- | - | - | - | --- | --- | --- | ----- |
| 1       | Estats Units  | 3 | 2 | 0 | 317 | 253 | +64 | 6     |
| 2       | Sèrbia        | 3 | 2 | 1 | 287 | 261 | +26 | 5     |
| 3       | Sudan del Sud | 3 | 1 | 2 | 261 | 278 | -17 | 4     |
| 4       | Puerto Rico   | 3 | 0 | 3 | 228 | 301 | -73 | 3     |

| 28 juliol 2024 11:00h | Sudan del Sud 90, Puerto Rico 79 | Sudan del Sud 90, Puerto Rico 79 | Sudan del Sud 90, Puerto Rico 79 | Estadi Pierre Mauroy, Lilla |

| 28 juliol 2024 17:15h | Sèrbia 84, Estats Units 110 | Sèrbia 84, Estats Units 110 | Sèrbia 84, Estats Units 110 | Estadi Pierre Mauroy, Lilla |

| 31 juliol 2024 17:15h | Puerto Rico 66, Sèrbia 107 | Puerto Rico 66, Sèrbia 107 | Puerto Rico 66, Sèrbia 107 | Estadi Pierre Mauroy, Lilla |

| 31 juliol 2024 21:00h | Estats Units 103, Sudan del Sud 86 | Estats Units 103, Sudan del Sud 86 | Estats Units 103, Sudan del Sud 86 | Estadi Pierre Mauroy, Lilla |

| 3 agost 2024 17:15h | Puerto Rico 83, Estats Units 104 | Puerto Rico 83, Estats Units 104 | Puerto Rico 83, Estats Units 104 | Estadi Pierre Mauroy, Lilla |

| 3 agost 2024 21:00h | Sèrbia 96, Sudan del Sud 85 | Sèrbia 96, Sudan del Sud 85 | Sèrbia 96, Sudan del Sud 85 | Estadi Pierre Mauroy, Lilla |

## Eliminatòries
|  | Quarts de final     | Quarts de final     |                      |        | Semifinals  | Semifinals  |  |  | Final                | Final |
|  |                     |                     |                      |        |             |             |  |  |                      |       |
|  | 6 agost 2024 18:00h |                     |                      |        |             |             |  |  |                      |       |
|  |                     |                     |                      |        |             |             |  |  |                      |       |
|  | França              | 82                  |                      |        |             |             |  |  |                      |       |
|  | França              | 82                  | 8 agost 2024 17:30h  |        |             |             |  |  |                      |       |
|  | Canadà              | 73                  |                      |        |             |             |  |  |                      |       |
|  | Canadà              | 73                  | França               | 73     |             |             |  |  |                      |       |
|  | 6 agost 2024 11:00h |                     | França               | 73     |             |             |  |  |                      |       |
|  |                     | Alemanya            | 69                   |        |             |             |  |  |                      |       |
|  | Alemanya            | Alemanya            | 69                   | 76     |             |             |  |  |                      |       |
|  | Alemanya            |                     | 10 agost 2024 21:30h | 76     |             |             |  |  |                      |       |
|  | Grècia              | 63                  |                      |        |             |             |  |  |                      |       |
|  | Grècia              | 63                  | França               | 87     |             |             |  |  |                      |       |
|  | 6 agost 2024 21:30h |                     | França               | 87     |             |             |  |  |                      |       |
|  |                     | Estats Units        | 98                   |        |             |             |  |  |                      |       |
|  | Brasil              | Estats Units        | 98                   | 87     |             |             |  |  |                      |       |
|  | Brasil              | 8 agost 2024 21:00h |                      | 87     |             |             |  |  |                      |       |
|  | Estats Units        | 122                 |                      |        |             |             |  |  |                      |       |
|  | Estats Units        | 122                 | Estats Units         | 95     | Tercer lloc | Tercer lloc |  |  |                      |       |
|  | 6 agost 2024 14:30h |                     | Estats Units         | 95     | Tercer lloc | Tercer lloc |  |  |                      |       |
|  |                     | Sèrbia              | 91                   |        |             |             |  |  |                      |       |
|  | Sèrbia              | Sèrbia              | 91                   | 95     | Alemanya    | 83          |  |  |                      |       |
|  | Sèrbia              |                     |                      | 95     | Alemanya    | 83          |  |  |                      |       |
|  | Austràlia           | 90                  |                      | Sèrbia | 93          |             |  |  |                      |       |
|  | Austràlia           | 90                  |                      |        | 93          |             |  |  |                      |       |
|  |                     |                     |                      |        |             |             |  |  | 10 agost 2024 11:00h |       |
|  |                     |                     |                      |        |             |             |  |  |                      |       |

## Classificació final
| Posició | Equip         |
| ------- | ------------- |
| 1       | Estats Units  |
| 2       | França        |
| 3       | Sèrbia        |
| 4       | Alemanya      |
| 5       | Canadà        |
| 6       | Austràlia     |
| 7       | Brasil        |
| 8       | Grècia        |
| 9       | Sudan del Sud |
| 10      | Espanya       |
| 11      | Japó          |
| 12      | Puerto Rico   |